# Liste des vins AOC en Suisse
On trouve des appellations d'origine contrôlée viticoles dans 23 cantons sur un total de 26. Il s'agit des cantons de Bâle-Campagne, de Bâle-Ville, de Berne, de Fribourg, de Genève, de Glaris, des Grisons, de Jura, de Lucerne, de Neuchâtel, de Nidwald, d'Obwald, de Saint-Gall, de Schaffhouse, de Schwytz, de Soleure, du Tessin, de Thurgovie, d'Uri, du Valais, de Vaud, de Zoug et de Zurich. Les cantons d'Appenzell Rhodes-Extérieures, d'Appenzell Rhodes-Intérieures et d'Argovie n'en possèdent donc pas.

## Appellation cantonale
L'appellation d'origine contrôlée est retenue pour 21 cantons. Il s'agit des appellations :
- Berne
- Basel-Landschaft
- Basel-Stadt
- Genève
- Glarus
- Graubünden
- Luzern
- Neuchâtel
- Nidwalden
- Obwalden
- St. Gallen
- Schaffhausen
- Solothurn
- Schwyz
- Thurgau
- Ticino
- Uri
- Vaud
- Valais
- Zug
- Zürich

À noter que seul le canton de Fribourg possède des appellations régionales sans que le nom du canton soit reconnu comme une AOC. 

## Appellations régionales et locales par canton
15 cantons ont une appellation sur le nom du canton sans posséder d'appellation régionale ou locale :
- Basel-Landschaft
- Basel-Stadt
- Glarus
- Graubünden
- Luzern
- Nidwalden
- Obwalden
- St. Gallen
- Schaffhausen
- Solothurn
- Schwyz
- Thurgau
- Uri
- Valais
- Zug

### Canton de Berne
Dans le canton de Berne, en plus de l'appellation Berne, on trouve deux AOC régionales :
- Lac de Bienne ;
- Thunersee

### Canton de Fribourg
Dans le canton de Fribourg, on trouve deux AOC régionales :
- Cheyres
- Vully

### Canton de Genève
Dans le canton de Genève, en plus de l'appellation Genève, on trouve 22 AOC premier cru :
- Coteau de Chevrens
- Côtes de Landecy
- Coteau de Lully
- Coteau de Choulex
- Château de Collex
- Coteau de Bossy
- Coteau de la Vigne blanche
- Coteaux de Dardagny
- Coteau de Genthod
- Château du Crest
- Mandement de Jussy
- Grand Carraz
- Domaine de l'Abbaye
- Côtes de Russin
- Coteau des Baillets
- Coteau de Bourdigny
- Coteau de Choully
- Coteau de Peissy
- Coteaux de Peney
- Château de Choully
- Rougemont
- La Feuillée

Genève a également géo référencé son vignoble

### Canton de Neuchâtel
Dans le canton de Neuchâtel, en plus de l'appellation Neuchâtel on trouve deux AOC régionales : Entre-Deux-Lacs et La Béroche, ainsi que 21 AOC locales :
- Chez-le-Bart
- Champréveyres
- La Coudre
- Bôle
- Corcelles-Cormondrèche
- Vaumarcus
- Fresens
- Saint-Aubin-Sauges
- Gorgier
- Bevaix
- Boudry
- Peseux
- Auvernier
- Colombier
- Cortaillod
- Le Landeron
- Cressier
- Cornaux
- Saint-Blaise
- Hauterive
- Ville de Neuchâtel

### Canton du Tessin
Dans le canton du Tessin, en plus de l'appellation Ticino, on trouve 3 autres appellations cantonales : 
- Rosso del Ticino
- Bianco del Ticino
- Rosato del Ticino

### Canton de Vaud
Dans le canton de Vaud, on trouve, en plus de l'appellation régionale Vaud, six appellations d'origine contrôlée locales et deux grands crus : 
- Bonvillars AOC : Bonvillars se trouve au bord du lac de Neuchâtel. L’appellation Bovillars AOC est de 195 ha et s’étend de Montagny-près-Yverdon à Concise sur un total de 195 hectares.
- Chablais AOC : s’étend de Villeneuve à la frontière valaisanne sur 590 ha, dans le Chablais vaudois.
- Côtes de l’Orbe AOC : entre le lac Léman et celui de Neuchâtel, l’AOC Côtes de l’Orbe s’étend de La Sarraz aux portes d’Yverdon-les-Bains.
- La Côte AOC : vignoble de 2 007 hectares qui représentent la moitié de la surface viticole vaudoise. Ce vignoble s’étant de Founex à Lausanne.
- Lavaux AOC : vignoble de 921 hectares situé dans la region de Lavaux.
- Vully AOC : environ 150 hectares, le vignoble de Vully, est situé sur le contrefort du Mont Vully.
- Dézaley grand cru
- Calamin grand cru

### Canton de Zurich
Dans le canton de Zurich, on trouve, en plus de l'appellation Zürich, une appellation d'origine contrôlée régionale : Zürichsee.

### Sources
- Répertoire suisse des appellations d’origine contrôlée (AOC), situation au 15 juillet 2001, Office fédéral de l'agriculture, Vins et spiritueux